# Абатство Велтенбург
Абатство Велтенбург (на немски: Kloster Weltenburg, Benediktinerabtei Weltenburg) е бенедиктински манастир в Бавария, Германия, разположен в близост до град Келхайм, на река Дунав.

## История
Абатство Велтенбург е основано през 617 г. от ирландски и шотландски монаси, и е най-старият действащ манастир в Бавария. 
Около 800 г. манастирът става част от Бенедиктинския орден. В края на ІХ век манастирът е опустошен от маджарите и монасите са прогонени. През 932 г. манастирът е възстановен и преминава под управлението на епископа на Регенсбург. През 1050 г. е основана манастирска пивоварна. През 1191 г. е осветена новопостроената манастирска църква.
През ХІV и ХV век абатството запада. Манастирът изпитва тежки затруднения по време на германската Селска война (1525) и отново през Тридесетгодишната война (1618 – 48) и е принуден да се раздели с част от имотите си, но без да претърпи разрушения от войните.
През 1686 г. абатството е сред основателите на Конгрегацията на баварските бенедиктински манастири. През 1716 – 1739 г. е построена от братята Азам нова манастирска църква в бароков стил, посветена на Свети Георги. 
През 1803 г. в хода на общата секуларизация на Бавария абатството е закрито. 
На 25 август 1842 г. Велтенбург е възстановен като приорат на абатство Метен. През 1846 г. е възстановено производството на манастирската бира. През 1858 г. манастирът става част от Баварската конгрегация на Бенедиктинския орден, а през 1913 г. отново получава статут на самостоятелно абатство.
Днес абатството е действащ бенедиктински манастир с 15 монаси. Основна функция на абатството е грижата за четири околни енории и поддръжката на манастира.

## Абатска пивоварна
Абатството има собствена пивоварна: „Klosterbrauerei Weltenburg“, една от най-старите в света – основана през 1050 г., която произвежда прочутата бира Велтенбургер. Годишното производство на пивоварната е около 30000 хектолитра. Търговският асортимент на пивоварната включва следните марки:
- Weltenburger Kloster Barock Dunkel – тази бира получава златен медал на World Beer Cup Award през 2004 и 2008 г. за най-добра тъмна бира.[5]
- Weltenburger Kloster Asam Bock
- Weltenburger Kloster Anno 1050
- Weltenburger Barock Hell
- Weltenburger Urtyp Hell
- Weltenburger Weißbier hell
- Weltenburger Weißbier dunkel
- Weltenburger Weißbier alkoholfrei
- Weltenburger Pils
- Weltenburger Kloster Winter-Traum